# ピアノ協奏曲第2番 (ウェーバー)
ピアノ協奏曲第2番 変ホ長調 作品32は、カール・マリア・フォン・ウェーバーが1811年から1812年にかけて作曲したピアノ協奏曲である。まず第3楽章だけが11月7日にミュンヘンで完成し、第1楽章は翌年10月19日、第2楽章が12月12日にそれぞれゴータで完成された（作曲期間が延びたのは、作曲者が求職の旅に出ていた最中だったため）。初演は1812年12月17日に行われた。
全楽章の調性や曲想から、ベートーヴェンのピアノ協奏曲第5番を参考にしたと考えられる（ただし第1楽章は第1番同様、古典的な協奏ソナタ形式をとる)。なお、両端楽章のカデンツァは第1番同様作り付けとなっており、「カデンツァ」の表記すらない。第2楽章と終楽章は続けて演奏される。

## 編成
独奏ピアノ、フルート2、クラリネット2、ファゴット2、ホルン2、トランペット2、ティンパニ、弦五部

## 構成
3楽章からなる。演奏時間は約24分。
- 第1楽章　アレグロ・マエストーソ:変ホ長調、4分の4拍子 - ソナタ形式
- 第2楽章　アダージョ:ロ長調、4分の3拍子 - 三部形式
- 第3楽章 ロンド:プレスト、変ホ長調、8分の6拍子